# Критическая теория
Не следует путать с критической философией (Critical philosophy) и критическим мышлением (Critical thinking).
Крити́ческая тео́рия (англ. critical theory) — это социальная, историческая и политическая школа мысли и философское направление, которое фокусируется на анализе процессов формирования знания, истины и вида социальных структур в обществе, обусловленных динамикой власти между доминирующими и угнетенными социальными группами. Помимо простого понимания и объяснения этой динамики, критическая теория направлена на изменение общества с помощью практики коллективных действий.
Буквально термин «критическая теория» собирает под собой различные подходы и знания, основанные на критике и рефлексивном отношении к знанию или текущему положению в какой-либо области, а также пытающихся «объяснить возникновение объектов своего познания».

## Осмысление понятия
В центре критической теории анализ системны властных отношений в обществе. Особое внимание уделяется динамике между группами с разным уровнем социальной, экономической и институциональной власти.
В отличие от традиционных социальных теорий, чья цель в первую очередь описать и понять общество, критическая теория стремится оспаривать и ищет пути трансформации. Одновременно позиционирует себя как аналитический фреймворк, так и двигатель для социальных изменений. Критическая теория исследует, каким образом доминирующие группы общества оказывают влияние, определяя значение истины или «объективной правды», бросая тем самым вызов самому понятию чистой объективности и рациональности, утверждая, что знание обусловлено отношениями власти и социальным контекстом.
Ключевые принципы критической теории включают изучение пересекающихся форм угнетения, существующих форм искажений, акцентирование внимание на историческом контексте, социальном анализе и критике капиталистических структур.
Применение критической теории предполагает праксис (сочетание теории с практикой, действием) и подчеркивает, как жизненный опыт, коллективные действия, идеология и системы образования играют решающую роль в поддержании или изменении существующих структур власти.

## История понятия
Сам термин «критическая теория» восходит к Франкфуртской школе, а именно к программной статье Макса Хоркхаймера 1937 г. «Традиционная и критическая теория», в которой он «разработал концепцию особого типа теоретического знания, ключевыми характеристиками которого были […] междисциплинарность и практико-политическая „ангажированность“».
Критическая теория в самом широком смысле не обозначает какой-то конкретной «теории или целостной исследовательской программы, а отсылает к многообразию (теоретических) дискурсов», различных «по своему происхождению, содержанию, направленности и т. п.». Среди таких дискурсов обычно называют марксизм, франкфуртскую школу, психоанализ, постструктурализм, феминизм, постколониализм, мультикультурализм, исследования расизма, сексизма, этноцентризма, колониализма и др. Каждый критический проект (проект критической теории) утверждает и рассматривает себя «как наиболее эффективное средство разоблачения идеологических механизмов, участвующих в производстве знания на „изнаночной“ стороне „просвещения“». Как отмечают: "С момента своего зарождения в 1920-х годах и до наших дней критическая теория следовала траектории, в которой ортодоксальный марксистский акцент на марксистском подходе к экономическому кризису, классовой борьбе и захвату власти пролетариатом был постепенно отброшен, в то время как марксистские подходы к овеществлению и отчуждению были сохранены и слиты с ницшеанско-веберовским подходом к рационализации и девальвации. С этой точки зрения, центральной патологией современных обществ являются уже не несправедливость и эксплуатация, а бессмысленность и нигилизм".
В одном из частных смыслов, выражение «критическая теория» относится к «основной линии в деятельности Франкфуртской школы, и в частности, к работам Адорно и Хоркхаймера».
В самом буквальном смысле выражение «критическая теория» может рассматриваться как «синоним критической позиции индивидуума в отношении наличной действительности, позиции, являющейся одним из атрибутов модерной рациональности вообще». Джон Беллами Фостер подмечал, что „Маркс и Энгельс демонстративно дали своему раннему произведению «Святое семейство» подзаголовок «Критика критической критики». Они решительно выступали против анализа, который скатился только до «критической критики», к чистому «спекулятивному идеализму»“.
Дискурсивное многообразие «критических теорий» связано с т. н. культурными исследованиями (англ. cultural studies), лейтмотивом которых является «рассмотрение культурных феноменов в аспекте организующих их отношений господства и подчинения, связанных с гендерными, классовыми, расовыми и т. п. различиями», причём культурные формы, феномены и процессы рассматриваются не как вторичные образования, «зависящие от институциональных форм или от политической или экономической организации», а как «динамические силы».
Ещё одно понимание критической теории восходит к теоретически насыщенной литературной критике, где литература и текст в целом рассматривается не столько в плане понятийной перспективы авторских намерений, «сколько в плане идеологической, риторической, эстетической структуры текста и культуры, в которой он был произведён».

## Связанные темы
- Сравнительная литература
- Континентальная философия
- Критическая этнография
- Критические исследования управления
- Критическая педагогика
- Критическая философия
- Критические правовые исследования
- Критическая расовая теория
- Критика технологии
- Культурный марксизм
- Культурные исследования
- Теория культуры
- Феминистская теория
- Черный феминизм
- Герменевтика
- Литературная теория
- Политическая философия
- Социальный критицизм / социальная критика
- Московско-тартуская семиотическая школа